# Philip Henry Kuenen
Philip Henry Kuenen (Dundee (Schotland), 22 juli 1902 - Leiden, 17 december 1976) was een Nederlandse geoloog.

## Biografie
Kuenen bracht zijn vroegste jeugd door in Schotland, waar zijn vader, Johannes Petrus Kuenen, hoogleraar natuurkunde was. Hij was een kleinzoon van de theoloog Abraham Kuenen. Later verhuisde het gezin naar Leiden waar Kuenen de HBS doorliep. Hij studeerde geologie aan de Universiteit Leiden, waar hij een leerling was van K. Martin en B.G. Escher. Hij promoveerde in 1925 en werd daarna assistent van Escher. Hij was zowel geïnteresseerd in paleontologie als in (fysisch) experimentele geologie.
Kuenen nam in 1929-1930 deel aan de Snellius-expeditie naar de zeeën rond Nederlands-Indië. In 1934 werd Kuenen aangesteld aan de Universiteit van Groningen. Omdat er door bezuinigingen was besloten dat nauwelijks geologie onderwezen hoefde te worden in Groningen, kon Kuenen zich volledig toeleggen op onderzoek. Pas in 1946 werd hij tot hoogleraar benoemd, de Duitse bezetter had dit tijdens de oorlog tegengehouden vanwege zijn Britse komaf.
Kuenen is vooral bekend vanwege zijn onderzoek naar mariene geologie. Hij publiceerde een boek over dit onderwerp. Zijn onderzoek ging verder over geochemische berekeningen over de sedimenthuishouding en waterkringloop, absolute en relatieve zeespiegelbewegingen, de afronding van sedimentkorrels, afzakkingsstructuren in het bathyale domein en vooral turbidieten. Hij bestudeerde de laatsten zowel door experimenten als in ontsluitingen.
Het advies van de commissie Doeglas in 1970 om geologie in Groningen op te heffen kwam als een zware slag. Kuenen verzette zich hier met al zijn krachten tegen. In 1970 heeft hij na een zenuwtoeval zijn werk moeten staken, in 1972 ging hij met emeritaat.
Kuenen werd zeer gelauwerd voor zijn bijdragen aan de geologie: in 1946 werd hij benoemd tot lid van de Koninklijke Nederlandse Akademie van Wetenschappen,(KNAW); hij ontving talloze andere hoge onderscheidingen, waaronder eredoctoraten in Dublin, Exeter en Kraków, het erelidmaatschap van de Britse, Belgische, Zweedse en Amerikaanse geologische genootschappen, alsmede het lidmaatschap van de American Academy of Arts and Sciences.
Aan Kuenens leven en werk wordt aandacht besteed in het autobiografische verhaal Twee gebouwen, twee geleerden uit 1981, gebundeld in De laatste roker, van Willem Frederik Hermans. Zijn naam wordt daarin overigens niet genoemd. 
- Biblioteca Nacional de España: XX1484827
- Bibliothèque nationale de France: cb14476482k (data)
- Biografisch Portaal: 27895201
- CiNii: DA02381288
- Gemeinsame Normdatei: 116591374
- International Standard Name Identifier: 0000 0001 0857 1359
- Library of Congress Control Number: no2005045442
- Nederlandse Thesaurus van Auteursnamen: 069201080
- Système universitaire de documentation: 07373974X
- Virtual International Authority File: 25147121646326391530
- WorldCat: E39PBJfmvkhdm7gg9HchMffTHC